# Campionati oceaniani di ciclismo su strada - Cronometro femminile Elite
La Cronometro femminile Elite è una delle prove disputate durante i campionati oceaniani di ciclismo su strada. Inserita per la prima volta nel 2003 nel programma dei campionati, la corsa si disputa regolarmente, con la sola eccezione del biennio 2020-21, quando venne annullata a causa della pandemia da COVID-19.

## Albo d'oro
Aggiornato all'edizione 2023.
| Anno      | Vincitore                                        | Secondo                                          | Terzo                                            |
| --------- | ------------------------------------------------ | ------------------------------------------------ | ------------------------------------------------ |
| 2003      | Amy Gillett                                      | Nathalie Bates                                   | Kathryn Watt                                     |
| 2005      | Sarah Ulmer                                      | Kathryn Watt                                     | Alison Shanks                                    |
| 2007      | Vicki Whitelaw                                   | Kathryn Watt                                     | Carla Ryan                                       |
| 2008      | Bridie O'Donnell                                 | Dale Tye                                         | Rachel Mercer                                    |
| 2009      | Bridie O'Donnell                                 | Alexis Rhodes                                    | Vicki Whitelaw                                   |
| 2010      | Alexis Rhodes                                    | Melissa Holt                                     | Jemma Eastwood                                   |
| 2011      | Shara Marche                                     | Bridie O'Donnell                                 | Alexis Rhodes                                    |
| 2012      | Shara Marche                                     | Gracie Elvin                                     | Bridie O'Donnell                                 |
| 2013      | Taryn Heather                                    | Grace Sulzberger                                 | Ruth Corset                                      |
| 2014      | Shara Marche                                     | Felicity Wardlaw                                 | Reta Trotman                                     |
| 2015      | Katrin Garfoot                                   | Lauren Kitchen                                   | Rebecca Mackey                                   |
| 2016      | Katrin Garfoot                                   | Bridie O'Donnell                                 | Kate Perry                                       |
| 2017      | Lucy Kennedy                                     | Rebecca Mackey                                   | Lisen Hockings                                   |
| 2018      | Grace Brown                                      | Kate Perry                                       | Sharlotte Lucas                                  |
| 2019      | Kate Perry                                       | Nicole Frain                                     | Jennifer Pettenon                                |
| 2020-2021 | non disputata a causa della pandemia di COVID-19 | non disputata a causa della pandemia di COVID-19 | non disputata a causa della pandemia di COVID-19 |
| 2022      | Georgie Howe                                     | Amber Pate                                       | Anna Davis                                       |
| 2023      | Georgia Perry                                    | Bronwyn Macgregor                                | Celestine Frantz                                 |

## Medagliere
| Pos.   | Nazione       | Oro | Argento | Bronzo |    |
| ------ | ------------- | --- | ------- | ------ | -- |
| 1      | Australia     | 15  | 14      | 13     | 42 |
| 2      | Nuova Zelanda | 2   | 3       | 4      | 9  |
| Totale | Totale        | 17  | 17      | 17     | 51 |